# El Planeta Imaginario Tour
El El Planeta Imaginario Tour fue la octava gira musical de la banda española La Oreja de Van Gogh y la cuarta con Leire Martínez como vocalista, en promoción de su álbum de estudio El planeta imaginario, lanzado en 2016.

## Espectáculo
La escenografía está constituida por alfombras que cubren gran parte del escenario, además se encuentran cuadros y lámparas distribuidos por distintas partes de este, finalmente, se encuentran focos de alta potencia detrás de los integrantes los cuales que dan vida al espectáculo.
La gira española consta de dos partes según el grupo, una gira de invierno en recintos más acogedores y una de verano que se realizará en recintos mucho más grandes. Esta gira llevará al grupo a dar una serie de conciertos en Estados Unidos, algo que no hacían desde el Tour Guapa. También los llevaba por Latinoamérica esta vez en aforos más grandes como el mítico Estadio Luna Park de Buenos Aires, el Estadio Arena Maipú en Mendoza o el Teatro Caupolicán el teatro más grande e importante de Chile.
La vocalista Leire Martínez consta de dos vestuarios para cada concierto, en la primera parte del concierto la podemos ver con una camiseta, botas negras, pantalones verde oscuro y una americana roja, en la segunda parte del concierto esta aparece con un vestido negro, las mismas botas y una chaqueta roja con negro, un poco más corta que la anterior.
La gira ha sido en enorme éxito, agotando las entradas en ciudades como Madrid, Barcelona, San Sebastián, Nueva York, Los Ángeles o Rosario. En algunas ciudades se abrieron segundas fechas las cuales se agotaron rápidamente.
La ex-vocalista de la banda, Amaia Montero, asistió a la fecha del 26 de diciembre en Madrid, elogiando a la banda y a Leire por los 20 años de carrera.

## El Tour
Después de haber recorrido gran parte de Latinoamérica durante más de un año La Oreja de Van Gogh, vuelve a pisar España y otros lugares de América tras años de no haberse presentado ahí.
España:  El 25 de octubre el grupo confirmaba un evento exclusivo de presentación de su disco en Madrid el 3 de noviembre, en la Sala Gymage, con un límite de 180 invitaciones que tardaron menos de una hora en agotarse, haciendo que "La Oreja" volviera en gloria y majestad a los escenarios españoles. El 28 de septiembre de 2016 el grupo confirmaba en redes sociales las primeras fechas de su gira española: el comienzo de la gira tendría lugar en Vitoria (Alava) el 17 de diciembre de 2016. La venta de entradas comenzaría en 4 de noviembre. El éxito de ventas fue rotundo agotándose las entradas en menos de un mes en ciudades como Barcelona, Madrid y San Sebastián. En estas últimas dos ciudades se tuvieron que abrir segundas fechas, para el 21 y 28 de enero respectivamente.
Tras agotar prácticamente todas las fechas de su gira española y ser Disco de Oro con su álbum, el grupo confirmó un concierto en el Palacio de los Deportes.[cita requerida] el 26 de diciembre de 2017 para cerrar la gira. Llegada esta fecha y debido al éxito del tour, el grupo decide alargarlo durante los 6 primeros meses de 2018 volviendo a América en enero, febrero y abril de 2018, y dando conciertos por España durante los meses de mayo y junio de 2018, terminando la gira, esta vez en Sestao (Vizcaya), el 30 de junio de 2018. 
América: Esta ha sido una de las giras más multitudinarias del grupo junto con Leire Martínez, volviendo a tocar en Estados Unidos y anunciando fechas en aforos mucho más grandes que en giras anteriores como el Estadio Luna Park (Argentina), Auditorio Nacional (México) , Arena SunMonticello (Chile) o el Estadio Olímpico de Riobamba. En este último lograron reunir a 40.000 personas siendo el concierto más grande de la gira hasta el momento. Debido al éxito de la gira por América, el grupo decide volver en enero y febrero de 2018 a Argentina y Chile, regresando de nuevo, en abril de 2018, para ofrecer 10 conciertos por distintas ciudades de Argentina, con Sold Out en todos ellos y más de 150.000 espectadores en total.

## Repertorio
| Repertorio 2016 - 2017 |
| --- |
| Setlist 1 1. Intro 2. Estoy Contigo 3. El Último Vals 4. Cuidate 5. Intocables 6. Inmortal 7. Cuando Menos Lo Merezca 8. París 9. Europa VII 10. Esa Chica 11. Rosas (Versión Primera Fila) 12. Diciembre 13. 20 de enero 14. María 15. Deseos de Cosas Imposibles (Versión Primera Fila) 16. No Vales Más Que Yo 17. Muñeca de Trapo 18. Verano 19. El Primer Día Del Resto De Mi Vida 20. Jueves 21. La Playa 22. Pálida Luna 23. La Niña Que Llora En Tus Fiestas 24. Cometas Por El Cielo 25. Puedes Contar Conmigo - Fuente: - Mi Pequeño Gran Valiente:Se tocó solo en los conciertos de Vitoria y San Sebastián el 17 y 27 de diciembre respectivamente - Cuando Menos Lo Merezca:Se tocó por primera vez el 20 de enero en Zaragoza reemplazando a "Mi Pequeño Gran Valiente" |

| San Sebastián 2017 |
| --- |
| Setlist 2 Las canciones destacadas fueron las que el grupo modificó de su repertorio original: 1. Intro 2. Estoy Contigo 3. El Último Vals 4. Cuidate 5. Intocables 6. 20 de enero 7. Día Cero 8. Cuando Menos Lo Merezca 9. París 10. Europa VII 11. Camino De Tu Corazón 12. Tan Guapa 13. Rosas (Versión Primera Fila) 14. Diciembre 15. Esa Chica 16. Mi Vida Sin Ti (Versión Primera Fila) 17. El 28 (Parte Acústica) 1. María 2. Deseos de Cosas Imposibles 3. No Vales Más Que Yo (Fin Acústico) 1. Muñeca De Trapo 2. El Primer Día Del Resto De Mi Vida 3. Verano 4. Jueves 5. La Playa 6. Pálida Luna 7. La Niña Que Llora En Tus Fiestas 8. Marcha de Donostia (Encore o Despedida Falsa) 1. Cometas Por El Cielo 2. Puedes Contar Conmigo |

| Repertorio América 2018 |
| --- |
| Setlist 1 1. Intro 2. Estoy Contigo 3. El Último Vals 4. Cuidate 5. Intocables 6. Inmortal 7. Cuando Menos Lo Merezca 8. París 9. Europa VII 10. Esa Chica 11. Rosas (Versión Primera Fila) 12. Diciembre 13. Mariposa 14. Soledad 15. 20 de enero 16. María 17. Deseos de Cosas Imposibles (Versión Primera Fila) 18. No Vales Más Que Yo 19. Muñeca de Trapo 20. Verano 21. El Primer Día Del Resto De Mi Vida 22. Jueves 23. La Playa 24. Pálida Luna 25. La Niña Que Llora En Tus Fiestas 26. Cometas Por El Cielo 27. Puedes Contar Conmigo |

| Repertorio Argentina 2018 |
| --- |
| |
| Setlist 1 1. Intro - Verano 2. El último vals 3. Intocables 4. Mi vida sin ti o Vestido azul 5. Estoy contigo 6. París 7. Europa VII 8. Esa chica 9. Rosas (Versión Primera Fila) 10. Diciembre 11. Mariposa o Soledad 12. 20 de enero 13. María 14. Deseos de cosas imposibles (Versión Primera Fila) 15. No vales más que yo 16. Muñeca de Trapo 17. Siempre 18. El Primer día del resto de mi vida 19. Jueves 20. La playa 21. Pálida Luna 22. La niña que llora en tus fiestas 23. Cometas por el ielo 24. Puedes contar conmigo |

| Canciones Anexadas |
| --- |
| Las siguientes canciones fueron anexadas del repertorio o reemplazadas por otras durante el transcurso de la gira 1. Camino De Tu Corazón: Fue tocada en toda la gira Española, y una sola vez en Latinoamérica, el 24 de junio en Buenos Aires, Argentina 2. Tan Guapa: Solo se tocó cuatro veces en esta gira, el 21 de enero en San Sebastián, el 17 y 24 de junio en los conciertos de Santiago de Chile y Buenos Aires respectivamente y 26 de diciembre en Madrid. 3. Palabras Para Paula: Fue tocada en los primeros conciertos de la gira y luego sacada del repertorio. 4. Día Cero: Se tocó exclusivamente en San Sebastián el 21 de enero de 2017 5. Mi Vida Sin Ti: Se tocó exclusivamente en San Sebastián el 21 de enero de 2017 y durante la gira por Argentina en abril de 2018, para alternar en algunos concierto se tocaba "Vestido Azul" para reemplazar esta canción. 6. Marcha San Sebastián: Se tocó exclusivamente en San Sebastián el 21 de enero de 2017, por la celebración de la Tamborrada de San Sebastián 7. Siempre: Tocada por primera vez en la prueba de sonido el 26 de diciembre en Madrid. Es la única canción del disco que no ha sido interpretada en ningún concierto de la gira durante 2017. Sin embargo fue incluida en la gira por Argentina en abril de 2018 8. Soledad: Se tocó en los primeros conciertos de la gira 2018 en Argentina y Chile 9. Mariposa: Tocada por primera en la prueba de sonido el 26 de diciembre en Madrid y rescatada para la gira en 2018 10. Vestido Azul: Tocada por primera vez el 26 de diciembre en Madrid como fin de gira e incluida en la gira por Argentina en abril de 2018, , para alternar en algunos concierto se tocaba "Mi vida sin ti" para reemplazar esta canción. |

## Fechas de la gira
| Fecha                    | Ciudad                  | País                 | Recinto                                  |
| ------------------------ | ----------------------- | -------------------- | ---------------------------------------- |
| 3 de noviembre de 2016   | Madrid                  | España               | Teatro Gymage                            |
| 11 de octubre de 2017    | Monterrey               | México               | Escenario GNP Seguros                    |
| 25 de noviembre de 2016  | Guadalajara             | México               | Exconvento del Carmen                    |
| 29 de noviembre de 2016  | Baracaldo               | España               | Bizkaia Arena                            |
| 3 de diciembre de 2016   | Vitoria                 | España               | Palacio Europa                           |
| 16 de diciembre de 2016  | Madrid                  | España               | Feria de Madrid                          |
| 17 de diciembre de 2016  | Vitoria                 | España               | Teatro Principal Antzokia                |
| 27 de diciembre de 2016  | San Sebastián           | España               | Auditorio Kursaal                        |
| 13 de enero de 2017      | Sevilla                 | España               | Auditorio Fibes                          |
| 14 de enero de 2017      | Roquetas de Mar         | España               | Auditorio Roquetas de Mar                |
| 20 de enero de 2017      | Zaragoza                | España               | Auditorio Zaragoza                       |
| 21 de enero de 2017      | San Sebastián           | España               | Auditorio Kursaal                        |
| 27 de enero de 2017      | Madrid                  | España               | Sala La Riviera                          |
| 27 de enero de 2017      | Madrid                  | España               | Sala La Riviera                          |
| 4 de febrero de 2017     | Palma de Mallorca       | España               | Auditorium                               |
| 12 de febrero de 2017    | San Juan                | Puerto Rico          | The Mall of San Juan                     |
| 18 de febrero de 2017    | Logroño                 | España               | Rioja Fórum                              |
| 26 de febrero de 2017    | Bilbao                  | España               | Teatro Arriaga                           |
| 4 de marzo de 2017       | Granada                 | España               | Auditorio Manuel de Falla                |
| 10 de marzo de 2017      | La Coruña               | España               | Sala Pelicano                            |
| 16 de marzo de 2017      | Tenerife                | España               | Recinto Ferial                           |
| 18 de marzo de 2017      | Barcelona               | España               | Sala Barts                               |
| 19 de marzo de 2017      | Pamplona                | España               | Auditorio Baluarte                       |
| 25 de marzo de 2017      | Madrid                  | España               | Palacio de los Deportes                  |
| 31 de marzo de 2017      | Burgos                  | España               | Fórum Evolución                          |
| 15 de abril de 2017      | Riobamba                | Ecuador              | Estadio Olímpico                         |
| 21 de abril de 2017      | Murcia                  | España               | Auditorio Parque Fofó                    |
| 23 de abril de 2017      | Hospitalet de Llobregat | España               | La Farga Centre d'Activitats             |
| 3 de mayo de 2017        | Laredo                  | Estados Unidos       | Energy Arena                             |
| 5 de mayo de 2017        | San Antonio             | Estados Unidos       | Aztec Theatre                            |
| 6 de mayo de 2017        | Houston                 | Estados Unidos       | House of Blues                           |
| 7 de mayo de 2017        | Dallas                  | Estados Unidos       | House of Blues                           |
| 11 de mayo de 2017       | Los Ángeles             | Estados Unidos       | Royce Hall UCLA                          |
| 12 de mayo de 2017       | San Francisco           | Estados Unidos       | Mezzanine Club                           |
| 13 de mayo de 2017       | El Paso                 | Estados Unidos       | Abraham Chávez Theatre                   |
| 14 de mayo de 2017       | McAllen                 | Estados Unidos       | Civic Center                             |
| 18 de mayo de 2017       | New York                | Estados Unidos       | BB King Club                             |
| 19 de mayo de 2017       | Washington D. C.        | Estados Unidos       | Howard Theatre                           |
| 20 de mayo de 2017       | Orlando                 | Estados Unidos       | House of Blues                           |
| 24 de mayo de 2017       | Chicago                 | Estados Unidos       | Copernicus Center                        |
| 26 de mayo de 2017       | Miami                   | Estados Unidos       | The filmore Miami The Jackie Gleason     |
| 27 de mayo de 2017       | San Juan                | Puerto Rico          | Centro de Bellas Artes                   |
| 10 de junio de 2017      | Santo Domingo           | República Dominicana | Área Verde de Casa de España             |
| 14 de junio de 2017      | Lima                    | Perú                 | Centro de Convenciones                   |
| 16 de junio de 2017      | Rancagua                | Chile                | Arena Sun Monticello                     |
| 17 de junio de 2017      | Santiago                | Chile                | Teatro Caupolicán                        |
| 18 de junio de 2017      | Mendoza                 | Argentina            | Estadio Arena Maipú                      |
| 21 de junio de 2017      | Córdoba                 | Argentina            | Espacio Quality                          |
| 23 de junio de 2017      | Rosario                 | Argentina            | City Center                              |
| 24 de junio de 2017      | Buenos Aires            | Argentina            | Estadio Luna Park                        |
| 25 de junio de 2017      | Montevideo              | Uruguay              | Landia del Parque Roosevelt              |
| 28 de junio de 2017      | León                    | España               | Plaza Mayor                              |
| 8 de julio de 2017       | Fuengirola              | España               | Castillo Sohail                          |
| 12 de julio de 2017      | Valencia                | España               | Jardines de los Viveros                  |
| 14 de julio de 2017      | Vigo                    | España               | Auditorio del Parque Castrelos           |
| 15 de julio de 2017      | Ibiza                   | España               | Recinto Ferial                           |
| 17 de julio de 2017      | Santurce                | España               | Explanada del Puerto Pesquero            |
| 21 de julio de 2017      | Mengíbar                | España               | Discoteca 2PiR Different                 |
| 23 de julio de 2017      | Santander               | España               | Campa de la Magdalena                    |
| 29 de julio de 2017      | Las Palmas              | España               | Puerto de Tazacorte                      |
| 5 de agosto de 2017      | Almarza                 | España               | Estadio La Arboleda                      |
| 7 de agosto de 2017      | Sant Feliu de Guíxols   | España               | Espai Port                               |
| 11 de agosto de 2017     | Gijón                   | España               | Explanada Playa de Poniente              |
| 12 de agosto de 2017     | San Sebastián           | España               | Explanada Sagües                         |
| 19 de agosto de 2017     | Betanzos                | España               | Plaza García Naveira                     |
| 25 de agosto de 2017     | Cuenca                  | España               | Parque Del Auditorio Municipal           |
| 26 de agosto de 2017     | Colmenar Viejo          | España               | Recinto Ferial Las Huertas               |
| 28 de agosto de 2017     | Tarazona                | España               | Plaza de Toros                           |
| 30 de agosto de 2017     | Noja                    | España               | Plaza de la Villa                        |
| 1 de septiembre de 2017  | Segorbe                 | España               | Pabellón Multiusos                       |
| 2 de septiembre de 2017  | Valladolid              | España               | Plaza Mayor                              |
| 3 de septiembre de 2017  | Calasparra              | España               | Auditorio Cine Rosales                   |
| 6 de septiembre de 2017  | Valdepeñas              | España               | Plaza de España                          |
| 8 de septiembre de 2017  | Alicante                | España               | Casino de Monóvar                        |
| 9 de septiembre de 2017  | Arganda del Rey         | España               | Recinto Ferial                           |
| 12 de septiembre de 2017 | Móstoles                | España               | Parque Finca Liana                       |
| 15 de septiembre de 2017 | Oviedo                  | España               | Plaza Catedral                           |
| 16 de septiembre de 2017 | Binéfar                 | España               | Recinto Ferial La Algodonera             |
| 22 de septiembre de 2017 | Las Rozas de Madrid     | España               | Plaza de Toros                           |
| 23 de septiembre de 2017 | Azuqueca de Henares     | España               | Estadio San Miguel                       |
| 29 de septiembre de 2017 | Mérida                  | México               | Coliseo Yucatán                          |
| 30 de septiembre de 2017 | Torreón                 | México               | Coliseo Centenario                       |
| 4 de octubre de 2017     | Tijuana                 | México               | Foro de Tijuana                          |
| 6 de octubre de 2017     | Guadalajara             | México               | Teatro Diana                             |
| 7 de octubre de 2017     | Morelia                 | México               | Palacio del Arte                         |
| 11 de octubre de 2017    | Monterrey               | México               | Auditorio Pabellón M                     |
| 12 de octubre de 2017    | México D.F.             | México               | Auditorio Nacional                       |
| 13 de octubre de 2017    | Puebla                  | México               | Acrópolis                                |
| 21 de octubre de 2017    | Cornellà de Llobregat   | España               | Auditori de Cornellà                     |
| 23 de octubre de 2017    | Barcelona               | España               | Sala Luz de Gas                          |
| 4 de noviembre de 2017   | San José                | Costa Rica           | Teatro Melico Salazar                    |
| 5 de noviembre de 2017   | San José                | Costa Rica           | Teatro Melico Salazar                    |
| 7 de noviembre de 2017   | Managua                 | Nicaragua            | Centro de Convenciones Olof Palmer       |
| 9 de noviembre de 2017   | San Salvador            | El Salvador          | Anfiteatro Cifco                         |
| 11 de noviembre de 2017  | Ciudad de Guatemala     | Guatemala            | Centro Cultural Miguel Ángel Asturias    |
| 15 de noviembre de 2017  | Bogotá                  | Colombia             | Teatro Jorge Eliécer Gaitán              |
| 17 de noviembre de 2017  | Medellín                | Colombia             | Teatro UDEM                              |
| 18 de noviembre de 2017  | Quito                   | Ecuador              | Centro De Convenciones Teleférico        |
| 16 de diciembre de 2017  | Murcia                  | España               | Auditorio Víctor Villegas                |
| 26 de diciembre de 2017  | Madrid                  | España               | Palacio de los Deportes                  |
| 13 de enero de 2018      | Daireaux                | Argentina            | Anfiteatro Felisa Meaca                  |
| 26 de enero de 2018      | Marcos Juárez           | Argentina            | La Cantera Multiespacio                  |
| 27 de enero de 2018      | Santa María de Punilla  | Argentina            | Plaza de la Avicultura                   |
| 28 de enero de 2018      | Viña del Mar            | Chile                | Enjoy Viña                               |
| 31 de enero de 2018      | Coquimbo                | Chile                | Enjoy Coquimbo                           |
| 2 de febrero de 2018     | Los Andes               | Chile                | Enjoy Santiago                           |
| 4 de febrero de 2018     | Pucón                   | Chile                | Enjoy Pucón                              |
| 10 de febrero de 2018    | San Francisco           | Argentina            | Predio de la Sociedad Rural              |
| 16 de febrero de 2018    | El Calafate             | Argentina            | Anfiteatro El Bosque                     |
| 18 de febrero de 2018    | Trenque Lauquen         | Argentina            | Estadio de Barrio Alegre                 |
| 7 de abril de 2018       | Río Cuarto              | Argentina            | Costanera Opus                           |
| 8 de abril de 2018       | Villa María             | Argentina            | Mundo Rojo Multiespacio                  |
| 10 de abril de 2018      | Rosario                 | Argentina            | City Center                              |
| 12 de abril de 2018      | Rosario                 | Argentina            | City Center                              |
| 13 de abril de 2018      | Buenos Aires            | Argentina            | Teatro Gran Rex                          |
| 14 de abril de 2018      | Buenos Aires            | Argentina            | Teatro Gran Rex                          |
| 16 de abril de 2018      | Tucumán                 | Argentina            | Teatro Mercedes Sosa                     |
| 17 de abril de 2018      | Tucumán                 | Argentina            | Teatro Mercedes Sosa                     |
| 18 de abril de 2018      | Salta                   | Argentina            | Teatro Provincial                        |
| 20 de abril de 2018      | Mar del Plata           | Argentina            | Teatro Radio City                        |
| 12 de mayo de 2018       | Éibar                   | España               | Plaza Unzaga                             |
| 22 de junio de 2018      | Pamplona                | España               | Polideportivo de Pamplona                |
| 23 de junio de 2018      | Tres Cantos             | España               | Recinto Ferial                           |
| 29 de junio de 2018      | Güímar                  | España               | Plaza de San Pedro                       |
| 30 de junio de 2018      | Sestao                  | España               | Plaza del Kasko (Fin de Gira)            |
| 20 de octubre de 2018    | Madrid                  | España               | Palacio de los Deportes (evento privado) |
| 8 de noviembre de 2018   | Bilbao                  | España               | Sala Bilborock (evento privado)          |
| 17 de noviembre de 2018  | Guetaria                | España               | Museo Balenciaga (evento privado)        |

## Formación de la banda
- Leire Martínez - Voz
- Pablo Benegas - Guitarra
- Haritz Garde - Batería
- Álvaro Fuentes - Bajo
- Xabi San Martín - Teclados y Coros

## Entradas agotadas
| Ciudad                 | País           | Recinto                               |
| ---------------------- | -------------- | ------------------------------------- |
| Madrid                 | España         | Teatro Gymage                         |
| Barcelona              | España         | Sala Barts                            |
| San Sebastián          | España         | Auditorio Kursaal                     |
| Madrid                 | España         | Sala La Riviera                       |
| Sevilla                | España         | Auditorio Fibes                       |
| Vitoria                | España         | Teatro Principal                      |
| Monterrey              | México         | Nueva Luna                            |
| Vitoria                | España         | Palacio Europa                        |
| Bilbao                 | España         | Teatro Arriaga                        |
| La Coruña              | España         | Sala Pelícano                         |
| Granada                | España         | Auditorio Manuel de Falla             |
| Pamplona               | España         | Auditorio Baluarte                    |
| Rosario                | Argentina      | City Center                           |
| Riobamba               | Ecuador        | Estadio Olímpico                      |
| Los Ángeles            | Estados Unidos | Royce Hall UCLA                       |
| San Francisco          | Estados Unidos | Mezzanine Club                        |
| Nueva York             | Estados Unidos | BB King Club                          |
| San Juan               | Puerto Rico    | Centro de Bellas Artes                |
| Lima                   | Perú           | Centro de Convenciones                |
| Buenos Aires           | Argentina      | Estadio Luna Park                     |
| Córdoba                | Argentina      | Espacio Quatily                       |
| Santiago de Chile      | Chile          | Teatro Caupolicán                     |
| Vigo                   | España         | Auditorio del Parque Castrelos        |
| Tijuana                | México         | Foro Tijuana                          |
| Guadalajara            | México         | Teatro Diana                          |
| Monterrey              | México         | Auditorio Pabellón M                  |
| México D.F.            | México         | Auditorio Nacional                    |
| Cornellá de Llobregat  | España         | Auditori de Cornellà                  |
| San José               | Costa Rica     | Teatro Melico Salazar                 |
| Ciudad de Guatemala    | Guatemala      | Centro Cultural Miguel Ángel Asturias |
| Bogotá                 | Colombia       | Teatro Jorge Eliécer Gaitán           |
| Medellín               | Colombia       | Teatro UDEM                           |
| Marcos Juárez          | Argentina      | La Cantera Multiespacio               |
| Santa María de Punilla | Argentina      | Plaza de la Avicultura                |
| Santiago de Chile      | Chile          | Enjoy Santiago                        |
| Viña del Mar           | Chile          | Enjoy Viña                            |
| Coquimbo               | Chile          | Enjoy Coquimbo                        |
| San Francisco          | Argentina      | Predio de la Sociedad Rural           |
| El Calafate            | Argentina      | Anfiteatro El Bosque                  |
| Trenque Lauquen        | Argentina      | Estadio de Barrio Alegre              |
| Tucumán                | Argentina      | Teatro Mercedes Sosa                  |
| Mar del Plata          | Argentina      | Teatro Radio City                     |
| Rosario                | Argentina      | City Center                           |
| Río Cuarto             | Argentina      | Costanera Opus                        |
| Villa María            | Argentina      | Mundo Rojo Multiespacio               |
| Buenos Aires           | Argentina      | Teatro Gran Rex                       |
| Salta                  | Argentina      | Teatro Provincial                     |

## Conciertos cancelados y/o reprogramados
| Fecha                | Ciudad, País                      | Recinto         | Motivo |
| -------------------- | --------------------------------- | --------------- | --- |
| 28 de agosto de 2017 | Tarazona, España                  | Plaza de Toros  | Debido a dificultades climaticas, la lluvia finalmente provocó la suspensión del concierto que el grupo iba a ofrecer en la plaza de toros de Tarazona                                                                  |
| 27 de enero de 2018  | Santa María de Punilla, Argentina | Predio El Paseo | Debido a dificultades climaticas, la lluvia finalmente provocó el cambio de recinto, inicialmente el concierto se realizaría el Predio El Paseo, finalmente se realizó en la Plaza de la Avicultura con un lleno total. |